# Ernst August Albert von Uslar-Gleichen
Ernst August Albert Freiherr von Uslar, später von Uslar-Gleichen (geboren 12. März 1783 in Scharnebeck bei Lüneburg; gestorben 30. April 1825 in Celle) war ein deutscher Offizier, Königlich Hannoverscher Kammerherr, Politiker, Erb- und Gerichtsherr zu Gelliehausen und Pattensen sowie Eigentümer des Edelhofs Wettbergen vor Hannover. Er bewirkte die Gründung des Calenberger Kreditvereins und die Namenserweiterung für sein Adelsgeschlecht von Uslar-Gleichen.

## Leben
Ernst August Albert wurde als Abkömmling des Adelsgeschlechtes von Uslar zur Zeit der Personalunion zwischen Großbritannien und Hannover im Kurfürstentum Braunschweig-Lüneburg geboren als Sohn und fünftes von acht Kindern des in Scharnebeck tätigen Oberhauptmannes Georg Friedrich Leo von Uslar (1750–1812) und der Luise (Luise Christiane) von Münchhausen (1751–1819).
Im elterlichen Hause erzog ihn ein Hauslehrer, bevor er als Kadett in das ehemalige Erste Kavallerie-Leibregiment von Jonquieres eintrat, das er im Jahr 1800 wieder verließ. Anschließend wirkte er kurzzeitig am Hof des Herzogtums Mecklenburg-Strelitz als Kammerjunker und studierte dann in Göttingen an der Georg-August-Universität die Schönen Wissenschaften, vor allem lebende Sprachen, um anschließend unter Führung seines Vaters eine Bildungsreise durch Teile von Deutschland und Frankreich zu unternehmen.
Am 30. Dezember 1802 wurde er in Hannover zum Kammerjunker ernannt.
Während der sogenannten „Franzosenzeit“ trat Ernst August Albert von Uslar vor dem im Königreich Westphalen in Kassel als Polizeichef eingesetzten französischen General Bongars auf, um als Verteidiger für seinen „wegen politischer Vergehen, als verdächtig“ festgenommenen Freund „v. M.“ aufzutreten und sich als Bürge für dessen Unschuld zu verpflichten.
Gleich zu Beginn des ersten Befreiungskrieges gegen die Truppen von Napoleon Bonaparte trat von Uslar anfangs dem Beaulieu'schen Jägercorps bei, dann dem Scharfschützen-Corps („Grubenhagensches Scharfschützen-Bataillon“), mit dem er sich vor allem bei der Belagerung der französisch besetzten Hansestadt Hamburg während des Winterfeldzuges beteiligte. Hierfür verliehen ihm die Herren vom Hamburger Senat später die Hanseatische Ehrenmedaille; doch die Gesundheit von von Uslar hatte dauerhaft Schaden erlitten.
Nach der Erhebung des vormaligen Kurfürstentums zum Königreich Hannover erwarb von Uslar in Wettbergen um 1816 den dortigen Edelhof. Entsprechend der vom „Minister Grafen Münster“ zuvor 1815 aufgestellten Forderung für die Herkunft der Hofchargen in Hannover „aus angesehenen und wohlhabenden Familien“ gehörte die Familie von Uslar spätestens seitdem zu den „Familien, die über sechs bis zehn Güter verfügten“.
Am 10. Juli 1816 wurde er zunächst zum königlich hannoverschen Kammerjunker ernannt, gut fünf Jahre später am 12. Dezember 1821 zum wirklichen Kammerherrn. Seinen Wohnsitz hatte er beispielsweise 1820 nicht weit vom Leineschloss entfernt, im Gebäude des im Eigentum des Generals Graf von Alten gelegenen Hauses Burgstraße 1010.
Unterdessen war von Uslar bereits am 9. April 1818 durch die Calenberg-Grubenhagensche Landschaft zum ritterlich Deputierten und am 9. Dezember 1824 zu deren Landrat ernannt worden. Im selben Zeitraum vertrat er die Interessen der Landschaft als Abgeordneter in der 1. Ständekammer des Königreichs. Im August 1821 übernahm er den Auftrag, den Leichnam der verstorbenen Königin von Großbritannien, Irland und Hannover, Queen Caroline, von Stade bis an die Grenze von Braunschweig zu eskortieren.
Ernst August Albert Freiherr von Uslar initiierte per Antrag die Gründung des Bankhauses Calenberg-Göttingen-Grubenhagen-Hildesheim'scher ritterschaftlichen Kreditvereins, der dann nach der Verordnung durch den in Großbritannien residierenden King George IV. vom 5. August 1825 seine Arbeit aufnehmen konnte.
Im November 1824 veräußerte von Uslar sein Wettberger Gut an den Oberstleutnant im königlich hannoverschen Artillerie-Regiment, Carl Ludwig von Retberg (1777–1845).
Gesundheitlich lange angeschlagen durch den früheren Hamburger Winterfeldzug, hatte von Uslar durch einen Sturz vom Pferd zusätzlich „ein inneres, unheilbares Uebel“ erlitten, an dem er die letzten Jahre seines Lebens zu leiden hatte.
Der Freiherr war ein Sammler von Geschichten seiner Familie. Nachdem er schon 1819 einen Stammbaum mit den bedeutenderen Mitgliedern des Uslarschen Adelsgeschlechtes angelegt hatte – beginnend mit Wedekind II. von Uslar – um eine Unterscheidung seiner ritterbürtigen Familie von dem gleichnamigen Patriziergeschlecht zu erwirken, genehmigte König Georg IV. nach dem von Uslar am 25. Februar 1825 eingereichten Gesuch die Hinzufügung des Namens „Gleichen“ für alle im Königreich Hannover lebenden Familienmitglieder.
Ebenfalls noch wenige Wochen vor seinem Tod veröffentlichte von Uslar-Gleichen einen Aufsatz im Hannoverschen Magazin über die Vorzüge des Massivbaus gegenüber des bis dahin noch von vielen Zeitgenossen veranlassten Neubau hölzerner Fachwerkhäusern.
Von Uslar-Gleichen war Ritter des Johanniterordens. Er war nie verheiratet und starb am 30. April 1825 während eines Besuchs bei seinem Bruder in Celle. Er hinterließ zwei Schwestern, von denen eine bald nach ihm starb, sowie zwei jüngere Brüder; den Oberappellationsrat zu Celle und den Drosten des Amts Vörden zu Malgarten.